# 11316 Fuchitatsuo
11316 Fuchitatsuo eller 1994 TR3 är en asteroid i huvudbältet som upptäcktes den 5 oktober 1994 av de båda japanska astronomerna Kazuro Watanabe och Kin Endate vid Kitami-observatoriet. Den är uppkallad efter amatörastronomen Tatsuo Fuchi.
Asteroiden har en diameter på ungefär 3 kilometer den tillhör asteroidgruppen Nysa.